# Атлашевське сільське поселення
Атла́шевське сільське поселення (рос. Атлашевское сельское поселение) — муніципальне утворення у складі Чебоксарського району Чувашії, Росія. Адміністративний центр — селище Нове Атлашево.
Станом на 2002 рік існували Атлашевська сільська рада (присілки Алатиркаси, Атлашево, Верхній Магазь, Єрдово, Нижній Магазь, Ураєво-Магазь, селище Нове Атлашево) та Толіковська сільська рада (присілки Алимкаси, Кодеркаси, Липово, Толіково, Томакаси).

## Населення
Населення — 6725 осіб (2019, 7209 у 2010, 5376 у 2002).

## Склад
До складу поселення входять такі населені пункти:
| Населений пункт          | Населення, осіб (2002) | Населення, осіб (2010) |
| ------------------------ | ---------------------- | ---------------------- |
| Алатиркаси, присілок     | 28                     | 26                     |
| Алимкаси, присілок       | 70                     | 36                     |
| Атлашево, присілок       | 304                    | 410                    |
| Верхній Магазь, присілок | 151                    | 112                    |
| Єрдово, присілок         | 172                    | 214                    |
| Кодеркаси, присілок      | 294                    | 277                    |
| Липово, присілок         | 143                    | 212                    |
| Нижній Магазь, присілок  | 160                    | 157                    |
| Нове Атлашево, селище    | 3549                   | 3427                   |
| Толіково, присілок       | 337                    | 2140                   |
| Томакаси, присілок       | 58                     | 53                     |
| Ураєво-Магазь, присілок  | 110                    | 145                    |